# Arburg (Unternehmen)

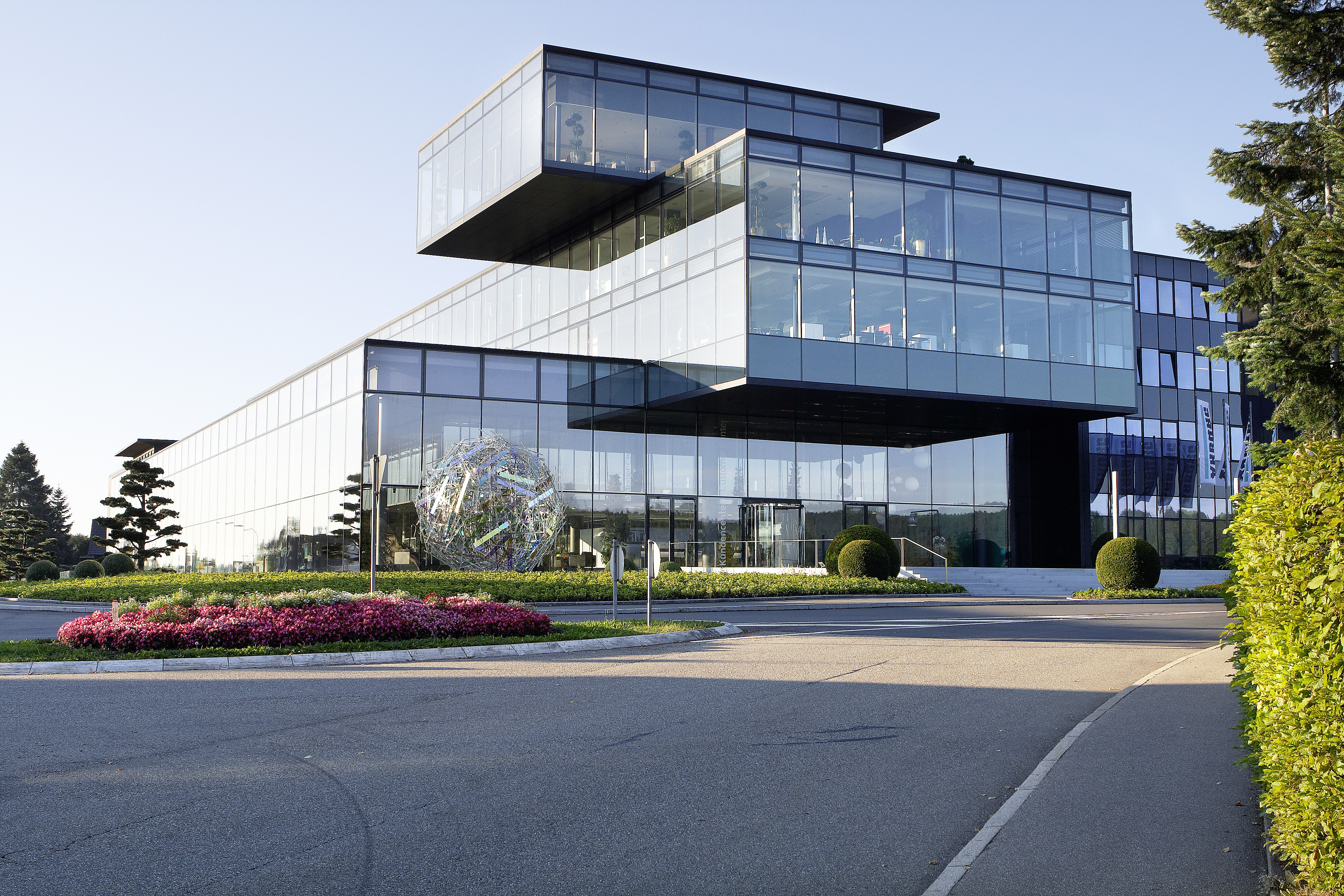
Arburg Stammhaus in Loßburg, Deutschland

Die Hehl International GmbH + Co. KG ist die Konzernholding der Arburg-Gruppe, einem deutschen Maschinenbauunternehmen mit Spezialisierung auf Kunststoffspritzgießmaschinen. Der Unternehmenssitz befindet sich in Loßburg. 
Der Konzern befindet sich vollständig im Besitz von Mitgliedern der Familien Hehl und Keinath.

## Anwendungen
Anwendungsbereiche der Maschinen sind Kunststoffteilfertigungen beispielsweise in der Automobilbranche, der Kommunikations- und Unterhaltungselektronik, der Medizintechnik, für Haushaltsgeräte und in der Verpackungsindustrie. Daneben werden modulare Robot-Systeme und Maschinenperipherie produziert.
Über die Standardverfahren des Spritzgießens hinaus werden spezielle Ausstattungsvarianten für die Bereiche Mehrkomponenten-Spritzgießen, Verarbeitung von Duroplast, Elastomer und Silikon (Liquid Silicone Rubber), Gas- und Wasserinnendrucktechnik (GIT, WIT), Schäumtechnik, Umspritzen von Einlegeteilen, Pulverspritzgießen (Powder Injection Moulding beinhaltet: Metal Injection Moulding und Ceramic Injection Moulding) und Reinraumtechnik angeboten. Zudem hat Arburg ein eigenes System für die additive Fertigung (Freeformer) im Programm.

## Zeittafel
Das Familienunternehmen Hehl wurde 1923 gegründet. 
Im Jahr 1943 benannte Karl Hehl die Firma nach der ersten Silbe des Vornamens seines Vaters Arthur („AR“) und der letzten Silbe des Standorts Loßburg („BURG“). Ab 1956 wurde mit der Serienproduktion von Spritzgießmaschinen begonnen, bereits vier Jahre später wurde die tausendste Spritzgießmaschine verkauft.
Innovationen und Erfindungen des Unternehmens waren 1961 die Patentierung des Allrounder-Prinzips zur Realisierung von bis zu zehn unterschiedlichen Arbeitstellungen an einer Maschine sowie 1962 die Entwicklung und Produktion der ersten Zweifarben-Maschine. Im Jahr 1982 wurde die erste Maschine mit Bildschirmsteuerung produziert, 1993 wurde die Steuerungseinheit „Selogica“ eingeführt. Weitere Neuentwicklungen waren die Allrounder-Spritzgießmaschinen bis 5.000 kN Schließkraft (2006) sowie das additive Fertigungssystem freeformer (ARBURG Kunststoff-Freiformen, präsentiert 2013). 
Das Unternehmen wurde durch die Einweihung von Arburg II mit weiteren 36.000 Quadratmetern bebauter Produktionsfläche (2000) und damit gesamt 146.000 Quadratmeter weiter ausgebaut. Seniorchef Eugen Hehl wurde 2015 in die „Plastics Hall of Fame“ aufgenommen. Die letzte Erweiterung der Firma fand 2016 durch die Einweihung der neuen Montagehalle am Standort Loßburg statt und bedeutete eine Erweiterung auf 165.000 Quadratmeter.

## Auszeichnungen (Auswahl)
- 2014 Reddot Design Award für den 3D-Drucker freeformer.[3]
- 2016 Leonardo da Vinci Award für den freeformer[4]
- 2018 iF Award für den ALLROUNDER 1120 H[5]
- 2018 Reddot Design Award für die GESTICA Steuerung[6]